# Victor Fleming
Victor Lonzo Fleming (La Cañada Flintridge, 23 febbraio 1889 – Cottonwood, 6 gennaio 1949) è stato un regista, direttore della fotografia e produttore cinematografico statunitense; occasionalmente è stato anche un aiuto regista e sceneggiatore.

## Biografia

### Gli inizi
Entrò nel mondo del cinema come stuntman nel 1910, specie come guidatore spericolato di auto (era stato meccanico di automobili e pilota da corsa). Assistente alle riprese con il regista Allan Dwan e successivamente collaboratore di David Wark Griffith, diresse il suo primo film nel 1919.
I suoi primi lavori cinematografici, pur essendo film muti, erano improntati comunque all'azione, sovente interpretati da Douglas Fairbanks, o di genere western. Con la sua regia, Vivien Leigh vinse la statuetta più prestigiosa per la miglior attrice, Hattie McDaniel per la migliore attrice non protagonista e Ingrid Bergman (e come lei altri otto attori e attrici che recitarono nei suoi film) ricevette la nomination.

### Il periodo alla MGM
Nel 1932 fu assunto dalla MGM per cui diresse alcuni memorabili film come Lo schiaffo (1932), Argento vivo (1933) e Tentazione bionda (1935) interpretato dalla platinata Jean Harlow; con L'isola del tesoro (1934) e Capitani coraggiosi (1937) la sua regia ebbe un tocco letterario nel filone avventuroso. Ma i capolavori che portano la sua firma arrivarono nel 1939, film entrati a buon diritto nella storia del cinema, vale a dire Il mago di Oz e, subito dopo, Via col vento. In entrambi i casi, il regista dovette rimpiazzare i colleghi che lo avevano preceduto alla macchina da presa.
Nel 1941 diresse Spencer Tracy in una nuova versione cinematografica de Il dottor Jekyll e mr. Hyde. Nel 1942 uscì il film Gente allegra, versione cinematografica del romanzo di John Steinbeck, interpretato nuovamente da Tracy insieme a John Garfield, Hedy Lamarr e Frank Morgan, considerato invece di notevole spessore e a tutt'oggi l'unica versione dell'omonimo successo letterario. 
Fece parte della Motion Picture Alliance for the Preservation of American Ideals, di ispirazione anticomunista.
Morì improvvisamente per un attacco cardiaco subito dopo aver terminato le riprese di Giovanna d'Arco (1948) con la Bergman nella parte della celebre eroina francese, opera alla quale furono attribuite numerose candidature agli Oscar, con due statuette vinte; quest'ultimo film è stato recentemente restaurato e riportato alla sua lunghezza originaria di 145 minuti.

## Filmografia

### Regista
- Douglas superstizioso (When the Clouds Roll By) (1919)
- Un pulcino nella stoppa (The Mollycoddle) (1920)
- Mama's Affair (1921)
- Woman's Place (1921)
- The Lane That Had No Turning (1922)
- Red Hot Romance (1922)
- Anna Ascends (1922)
- Dark Secrets (1923)
- Il minareto in fiamme (Law of the Lawless) (1923)
- To the Last Man (1923)
- The Call of the Canyon (1923)
- Empty Hands (1924)
- Code of the Sea (1924)
- The Devil's Cargo (1925)
- Adventure (1925)
- A Son of His Father (1925)
- Lord Jim (1925)
- The Blind Goddess (1926)
- Tranello (Mantrap) (1926)
- Nel gorgo del peccato (The Way of All Flesh) (1927)
- Hula (1927)
- I centauri (The Rough Riders) (1927)
- Il risveglio (The Awakening) (1928)
- Rosa d'Irlanda (Abie's Irish Rose) (1928)
- La canzone dei lupi (The Wolf Song) (1929)
- L'uomo della Virginia (The Virginian) (1929)
- Tu che mi accusi (Common Clay) (1930)
- La spia (Renegades) (1930)
- Il giro del mondo in 80 minuti (Around the World in 80 Minutes with Douglas Fairbanks) (1931)
- The Wet Parade (1932)
- Lo schiaffo (Red Dust) (1932)
- La suora bianca (The White Sister) (1933)
- Argento vivo (Bombshell) (1933)
- L'isola del tesoro (Treasure Island) (1934)
- Tentazione bionda (Reckless) (1935)
- The Farmer Takes a Wife (1935)
- Capitani coraggiosi (Captains Courageous) (1937)
- Arditi dell'aria (Test Pilot) (1938)
- Il mago di Oz (The Wizard of Oz) (1939)
- Via col vento (Gone with the Wind) (1939)
- Il dottor Jekyll e Mr. Hyde (Dr. Jekyll and Mr. Hyde) (1941)
- Gente allegra (Tortilla Flat) (1942)
- Joe il pilota (A Guy Named Joe) (1943)
- Avventura (Adventure) (1945)
- Giovanna d'Arco (Joan of Arc) (1948)

### Direttore della fotografia
- Fifty-Fifty, regia di George Lessey (1915)
- Betty of Greystone, regia di Allan Dwan (1916)
- Doug è uno scervellato (The Habit of Happiness), regia di Allan Dwan (1916)
- Little Meena's Romance , regia di Paul Powell (1916)
- I banditi del West (The Good Bad Man), regia di Allan Dwan (1916)
- Macbeth, regia di John Emerson (1916)
- An Innocent Magdalene, regia di Allan Dwan (1916)
- Il meticcio della foresta (The Half-Breed), regia di Allan Dwan (1916)
- L'allegra favola di Black Burke (Manhattan Madness), regia di Allan Dwan (1916)
- Nel mondo dei miliardi (American Aristocracy), regia di Lloyd Ingraham (1916)
- Matrimoniomania (The Matrimaniac), regia di Paul Powell (1916)
- L'americano (The Americano), regia di John Emerson (1916)
- Wild and Woolly, regia di John Emerson (1917)
- Down to Earth, regia di John Emerson (1917)
- Douglas Fairbanks nella luna (Reaching for the Moon), regia di John Emerson (1917)
- Un moschettiere moderno (A Modern Musketeer), regia di Allan Dwan - solo operatore (1917)
- Sua Maestà Douglas (His Majesty, the American), regia di Joseph Henabery (1919)
- Around the World with Douglas Fairbanks, regia di Douglas Fairbanks e Victor Fleming (1931) (documentario)

## Riconoscimenti
- Premio Oscar
  - 1940 – Miglior regista per Via col vento
- Festival di Cannes
  - 1939 – Candidatura al Grand Prix du Festival International du Film per Il mago di Oz
- Mostra internazionale d'arte cinematografica
  - 1938 – Candidatura alla Coppa Mussolini per Arditi dell'aria
- New York Film Critics Circle Awards
  - 1937 – Candidatura per il miglior regista per Capitani coraggiosi
  - 1939 – Candidatura per il miglior regista per Via col vento